# Petaurus norfolcensis
Lo scoiattolo planatore (Petaurus norfolcensis Kerr, 1792) è un marsupiale australiano della famiglia Petauridae.

## Descrizione
Il corpo è lungo 18 - 23 cm, mentre la coda misura 22 - 30 cm. Il colore varia da blu - grigio a bruno - grigio sulla schiena. Il ventre è color crema. Sulla schiena ha una stria scura che va dal capo alla coda. La coda ha la punta nera. Le orecchie sono dritte e senza peli, al contrario del patagio peloso.

## Biologia

### Comportamento
Questo animale è prevalentemente notturno ed arboricolo, con dita forti per arrampicarsi. Il patagio, che usa sia per spostarsi che per scappare, gli permette di coprire distanze fino a 50 metri. Costruisce la tana in nidi nelle cavità degli alberi.

### Alimentazione
Si nutre di nettare e polline. Ha inoltre l'abitudine di strappare la corteccia dagli alberi per nutrirsi di resina e insetti.

### Riproduzione
La gestazione dura 20 giorni, e in genere nascono 1 o 2 piccoli.

## Distribuzione e habitat
È diffuso in Australia, dove lo si trova nel Queensland orientale e in Victoria orientale.
Vive nelle foreste di eucalipto e costiere.

## Conservazione
La IUCN considera questa specie a rischio minimo (Least Concern) di estinzione.